# Hell Mode
Hell Mode - Yarikomi Suki no Gamer wa Hai Settei no Isekai de Musō Suru (ヘルモード ～やり込み好きのゲーマーは廃設定の異世界で無双する～ Heru Mōdo: Yarikomizuki no Gēmā wa Hai Settei no Isekai de Musō Suru?), conocida como Hell Mode, es una serie de novelas ligeras japonesas escritas por Hamuo e ilustradas por Mo. La serie comenzó a publicarse en línea en noviembre de 2019 en la página web de novelas generadas por usuarios Shōsetsuka ni Narō. Posteriormente, fue adquirida por Earth Star Entertainment, que ha publicado once volúmenes desde julio de 2020 bajo su sello Earth Star Novel.
Una adaptación al manga, con ilustraciones de Enji Tetta, se publica en línea a través de la página web Comic Earth Star de Earth Star Entertainment desde octubre de 2020 y se ha recopilado en once volúmenes tankōbon. El estreno de una adaptación televisiva al anime está previsto para enero de 2026.

## Personajes
Allen (アレン Aren?)
 Seiyū: Mutsumi Tamura (audio drama, anime)
Krena (クレナ Kurena?)
 Seiyū: Mayu Iizuka (anime)
Dogora (ドゴラ?)
 Seiyū: Tasuku Hatanaka (anime)
Cecil Granvelle (セシル・グランヴェル Seshiru Guranberu?)
 Seiyū: Kana Ueda (audio drama), Sayaka Senbongi (anime)

## Contenido de la obra

### Novelas ligeras
La novela ligera fue escritas por Hamuo e ilustradas por Mo, Hell Mode - Yarikomi Suki no Gamer wa Hai Settei no Isekai de Musō Suru comenzó a serializarse en el sitio web de publicación de novelas generadas por usuarios Shōsetsuka ni Narō el 17 de noviembre de 2019. Posteriormente fue adquirida por Earth Star Entertainment, que comenzó a publicarla con ilustraciones de Mo bajo su sello de novelas ligeras Earth Star Novel el 15 de julio de 2020. Se han publicado once volúmenes hasta el 14 de marzo de 2025.
| Volúmenes de novelas ligeras publicadas | Volúmenes de novelas ligeras publicadas | Volúmenes de novelas ligeras publicadas |
| Número                                  | Fecha de lanzamiento                    | ISBN                                    |
| --------------------------------------- | --------------------------------------- | --------------------------------------- |
| 1                                       | 15 de julio de 2020                     | ISBN 978-4-8030-1433-4                  |
| 2                                       | 16 de noviembre de 2020                 | ISBN 978-4-8030-1468-6                  |
| 3                                       | 17 de marzo de 2021                     | ISBN 978-4-8030-1501-0                  |
| 4                                       | 15 de septiembre de 2021                | ISBN 978-4-8030-1564-5                  |
| 5                                       | 16 de marzo de 2022                     | ISBN 978-4-8030-1624-6                  |
| 6                                       | 15 de septiembre de 2022                | ISBN 978-4-8030-1693-2                  |
| 7                                       | 15 de marzo de 2023                     | ISBN 978-4-8030-1763-2                  |
| 8                                       | 18 de octubre de 2023                   | ISBN 978-4-8030-1848-6                  |
| 9                                       | 17 de abril de 2024                     | ISBN 978-4-8030-1938-4                  |
| 10                                      | 13 de septiembre de 2024                | ISBN 978-4-8030-2007-6                  |
| 11                                      | 14 de marzo de 2025                     | ISBN 978-4-8030-2099-1                  |

### Manga
Una adaptación al manga ilustrada por Enji Tetta comenzó a serializarse en el servicio de manga Comic Earth Star de Earth Star Entertainment el 15 de octubre de 2020. Los capítulos del manga se han compilado en once volúmenes tankōbon a partir de abril de 2025.

### Anime
Se anunció una adaptación televisiva de la serie de anime el 5 de diciembre de 2024. Su estreno está previsto para enero de 2026.